# Chassalia bojeri
Chassalia bojeri är en måreväxtart som beskrevs av Cornelis Eliza Bertus Bremekamp. Chassalia bojeri ingår i släktet Chassalia och familjen måreväxter.

## Underarter
Arten delas in i följande underarter:
- C. b. bojeri
- C. b. longifolia